# 調製飲料

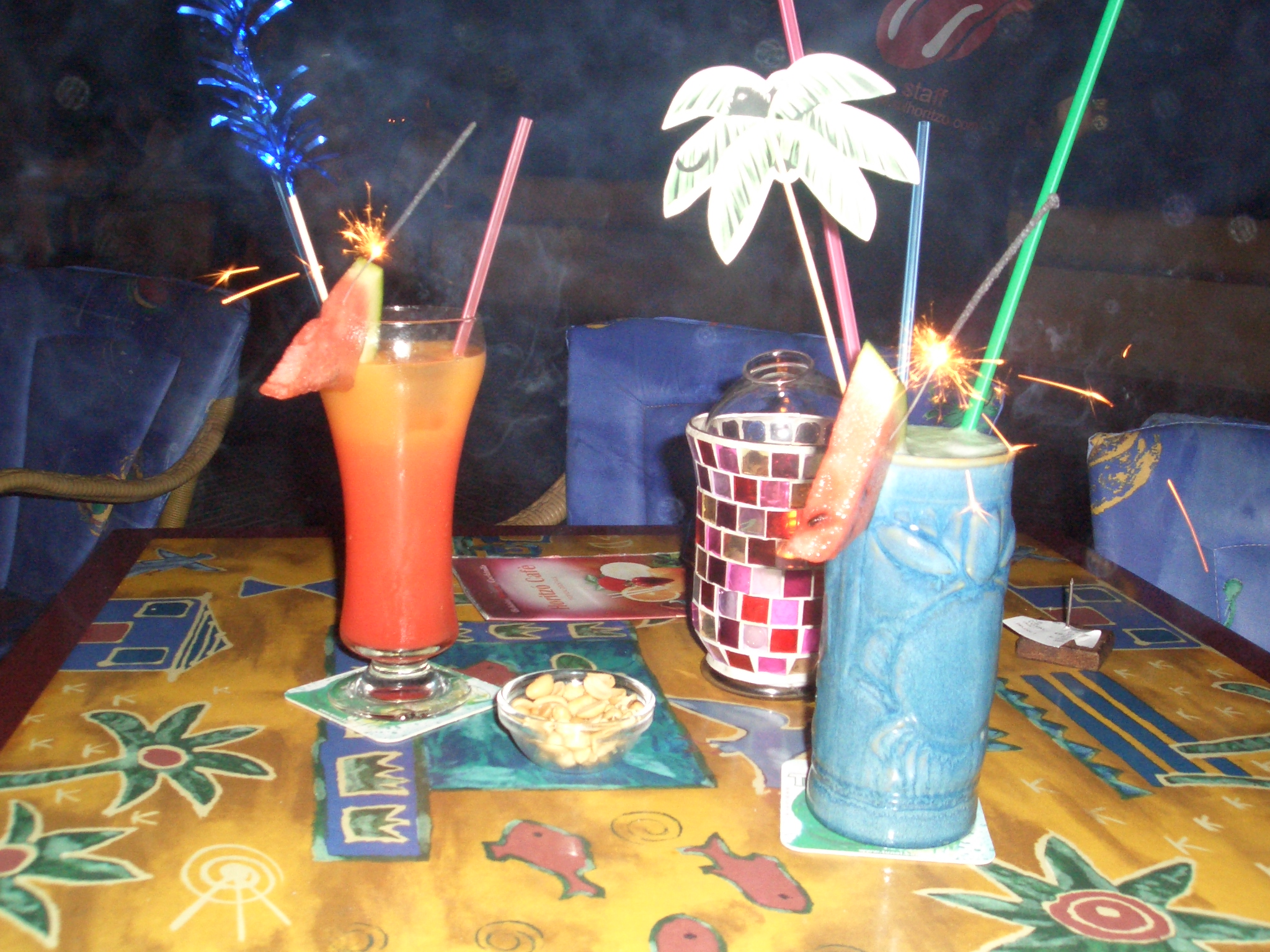
調製飲料有各種不同的類型，包含雞尾酒及無酒精調酒等

調製饮料是指由两种或两种以上的饮料混合而成的飲品，如雞尾酒就屬調製飲料。许多調製饮料没有名称，人們只是简单地把原本的酒精飲料和其他飲料的名称叠加起来。